# Koncesionářský poplatek v Česku
Rozhlasový a televizní poplatek (dříve zvaný koncesionářský poplatek) je v Česku upraven zákonem č. 348/2005 Sb., o rozhlasových a televizních poplatcích a o změně některých zákonů. Oba zákonem stanovené poplatky jsou jinou podobnou povinnou platbou, která slouží k financování médií veřejné služby. Poplatek platí fyzické osoby, podnikatelé i firmy provozovatelům vysílání ze zákona: rozhlasový poplatek Českému rozhlasu, televizní poplatek České televizi.
Český rozhlas a Česká televize mohou zaslat výzvu k placení Rozhlasového a televizního poplatku odběrateli elektřiny nebo sdělení ve věci oznamovací povinnosti.    V případě, že fyzické osoby nedrží, nevlastní nebo z jiného právního důvodu alespoň 1 měsíc neužívají jakékoli zařízení schopné přijímat televizní či rozhlasové vysílání, např. televizi, mobil, tablet, počítač, rádio apod., vyplní čestná prohlášení (celkem 2 ks čestných prohlášení: zvlášť pro televizní vysílání a pro rozhlasové vysílání),, ve kterých informují o této skutečnosti, zašlou je České televizi a Českému rozhlasu, a následně Rozhlasový a televizní poplatek neplatí.

## Historie

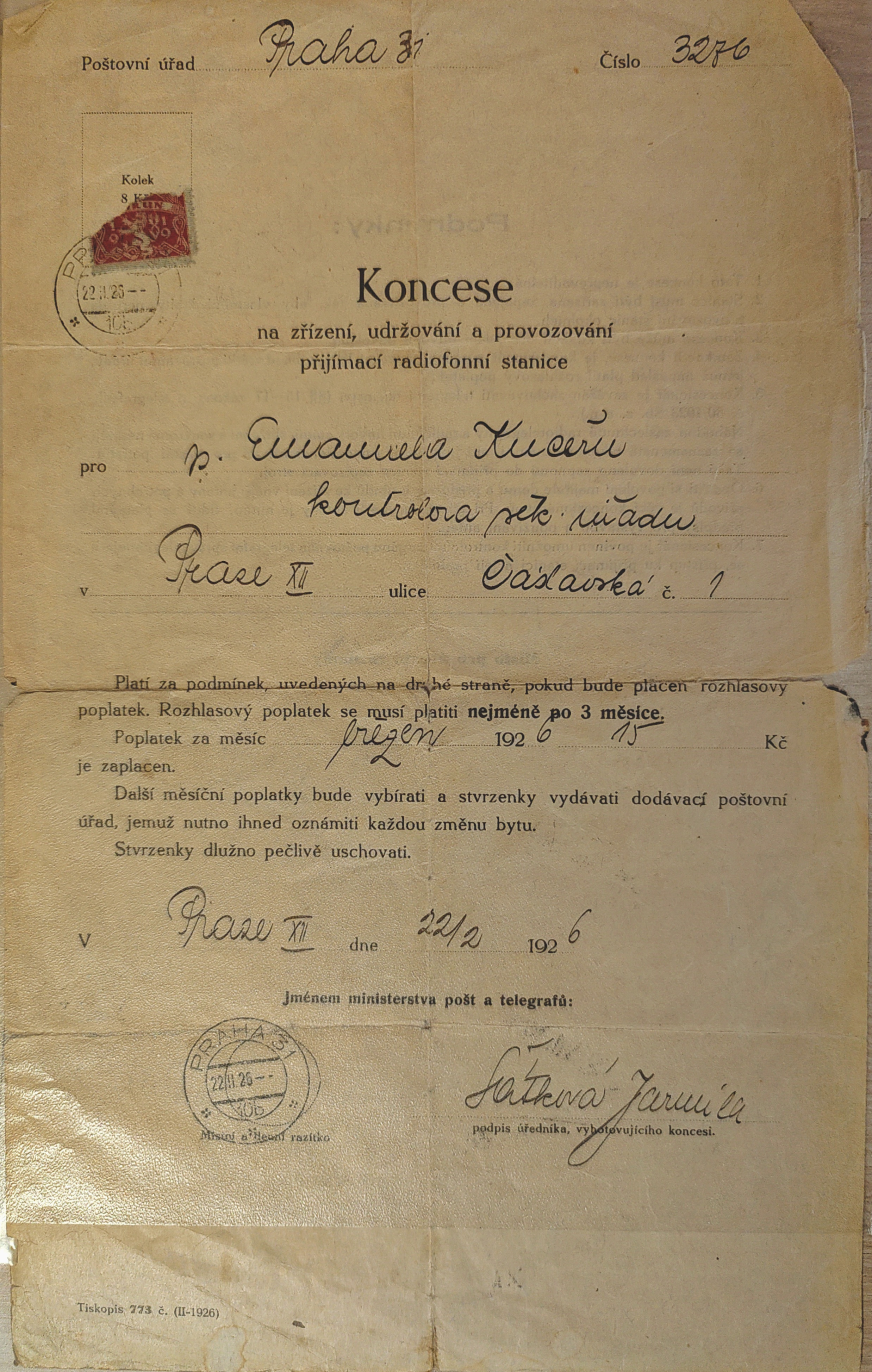
Koncese na příjem, udržování a provozování radiofonní stanice z roku 1926

Koncesionářské poplatky za provozování rozhlasového přijímače a poslech rozhlasu byly v Československu zavedeny v říjnu 1923 zákonem č. 60/1923 Sb. Posluchači, kterých bylo koncem toho roku evidováno celkem 47, museli platit roční evidenční poplatek 50 Kč poštovní správě a měsíční předplatné ve stejné výši Radiojournalu jakožto vysílací společnosti. Od jara 1924 se výše poplatků, jejich struktura i interval výběru několikrát v krátké době měnily, systém se ustálil až na jaře 1926. Již v létě 1925 byl navíc zrušen evidenční (uznávací) poplatek poště. K 1. lednu 1955 byl vládním usnesením č. 232/1954 zaveden televizní poplatek.
Nejstarší známé dochované radiofonní koncesní listiny pochází z roku 1926. Sbírku starých rozhlasových koncesí vlastní brněnský novinář Miloš Šenkýř.
| Datum změny      | Rozhlasový poplatek | Televizní poplatek | Předpis | Zdroj  |
| ---------------- | ------------------- | ------------------ | --- | ------ |
| 10. října 1923   | 50 Kč               | —                  | zákon č. 60/1923 Sb.                                                                                        | [ 8 ]  |
| 17. dubna 1924   | 30 Kč               | —                  | vládní nařízení                                                                                             | [ 8 ]  |
| 1. října 1924    | 20 Kč               | —                  | | [ 8 ]  |
| 1. srpna 1925    | 15 Kč               | —                  | | [ 8 ]  |
| 1. dubna 1926    | 10 Kč               | —                  | | [ 8 ]  |
| 1946             | 15 Kčs              | —                  | | [ 8 ]  |
| 1951             | 5 Kčs               | —                  | | [ 8 ]  |
| 1. ledna 1955    | 5 Kčs               | 15 Kčs             | vládní usnesení č. 232/1954                                                                                 | [ 10 ] |
| 1. července 1969 | 10 Kčs              | 25 Kčs             | výměr Českého cenového úřadu č. 95/42/69 a dodatek č. 120/42/69, výměr Slovenského cenového úřadu č. 337/69 | [ 12 ] |
| 1. ledna 1986    | 10 Kčs              | 25 Kčs             | vyhláška č. 51/1985 Sb.                                                                                     | [ 13 ] |
| 1. dubna 1991    | 20 Kčs              | 50 Kčs             | vyhláška č. 100/1991 Sb.                                                                                    | [ 14 ] |
| 1. dubna 1995    | 25 Kč               | 50 Kč              | zákon č. 252/1994 Sb.                                                                                       | [ 15 ] |
| 1. července 1997 | 37 Kč               | 75 Kč              | zákon č. 135/1997 Sb.                                                                                       | [ 16 ] |
| 13. září 2005    | 45 Kč               | 100 Kč             | zákon č. 348/2005 Sb.                                                                                       | [ 17 ] |
| 1. ledna 2008    | 45 Kč               | 135 Kč             | zákon č. 304/2007 Sb.                                                                                       | [ 18 ] |
| 1. května 2025   | 55 Kč               | 150 Kč             | zákon č. 119/2025 Sb.                                                                                       | [ 19 ] |

Vysvětlivky
1. ↑  V tabulce jsou uvedeny pouze poplatky fyzických osob za příjem rozhlasu a televize. V různých dobách se například navíc platil evidenční poplatek poště, poplatek za autorádio či rozhlas po drátě.

## Současná zákonná úprava
Aktuální znění zákona č. 348/2005 Sb., o rozhlasových a televizních poplatcích a o změně některých zákonů, je platné a účinné ve znění pozdějších předpisů od 13. září 2005. Předpis je členěn do pěti částí, přičemž předmětná úprava je obsažena v části první, která stanovuje předmět poplatků, poplatníka a evidenci poplatníků, základ, výši a způsob placení rozhlasových a televizních poplatků.

### Předmět poplatků
Poplatek se platí ze zařízení technicky způsobilého k individuálně volitelné reprodukci vysílání. Jedná-li se o rozhlasový poplatek, jde o rozhlasový přijímač, v případě televizního poplatku pak o televizní přijímač.
Pakliže zařízení splňuje podmínky rozhlasového i televizního přijímače, platí se z takového zařízení oba poplatky. Z tohoto ustanovení nemusí být zřejmé, že od 11. listopadu 2011, kdy byla dovršena digitalizace televizního a rozhlasového vysílání, je rozhlasovým přijímačem také televizor.

#### Rozhlasový přijímač
Zařízeními způsobilými k přijímání a volitelné reprodukci rozhlasového vysílání se rozumí například
- přenosné rádio, radiobudík,
- autorádio, rádio, jímž je vybavený motocykl či loď
- audio systém Hi-Fi,
- receiver,
- televizor se set-top boxem nebo zabudovaným digitálním tunerem,
- mutlimediální centrum s tunerem, smart TV,
- výpočetní technika se zabudovaným či přídavným tunerem,
- kombinovaný spotřebič s rádiem či televizorem.

Obecně se jedná o zařízení, která umožňují reprodukci rozhlasového vysílání přijímaného analogově (VKV/FM, SV/AM) nebo digitálně (DAB/DAB+, DVB-T/T2/S/C, IPTV).
Mezi rozhlasové přijímače však nepatří mobilní telefony, osobní počítače bez tunerů tablety nebo prvky počítačových sítí.

#### Televizní přijímač
Zařízeními způsobilými k přijímání a volitelné reprodukci televizního vysílání se rozumí například
- televizor se set-top boxem nebo zabudovaným digitálním tunerem,
- mutlimediální centrum s tunerem, smart TV,
- výpočetní technika se zabudovaným či přídavným tunerem (televizní kartou).

Obecně se jedná o zařízení, která umožňují reprodukci televizního vysílání přijímaného digitálně (DVB-T/T2/S/C, IPTV).

### Poplatník
Povinnost platit rozhlasový nebo televizní poplatek má
- fyzická osoba
- a podnikatelský subjekt (podnikající fyzická osoba, právnická osoba),

jestliže vlastní, drží nebo déle než jeden měsíc užívá rozhlasový nebo televizní přijímač. Rozhlasový ani televizní poplatek se nevztahují k adrese bydliště, k nemovitosti, místu podnikání či sídlu společnosti, ale vždy k dané osobě.
Povinnost platit rozhlasový nebo televizní poplatek mají též provozovatelé dopravních prostředků, jejichž příslušenstvím je rozhlasový nebo televizní přijímač.

#### Fyzická osoba
Rozhlasový nebo televizní poplatek platí fyzické osoby za domácnost, v níž žijí samostatně nebo s dalšími osobami. I když je domácnost tvořena větším počtem fyzických osob, které mohou vlastnit různý počet rozhlasových nebo televizních přijímačů, platí poplatky za takovou domácnost jedna fyzická osoba pouze jednou.
Četnost úhrad rozhlasového nebo televizního poplatku si fyzické osoby sjednávají na základě dohody s provozovatelem vysílání ze zákona. Zvolit si mohou měsíční, čtvrtletní, pololetní nebo roční periodicitu předepisování poplatků.

#### Podnikatelský subjekt
Fyzické osoby podnikající (podnikatelé, OSVČ) nebo právnické osoby platí rozhlasový nebo televizní poplatek za každý rozhlasový nebo televizní přijímač. Výjimkou jsou podnikatelské subjekty, které se v rámci své podnikatelské činnosti věnují výrobě, prodeji nebo opravám rozhlasových nebo televizních přijímačů – takové osoby platí za počet přijímačů odpovídající počtu jejich provozoven.
Četnost úhrad rozhlasového nebo televizního poplatku sjednané na základě dohody podnikatelského subjektu s provozovatelem vysílání ze zákona může být shodně s předepisováním poplatků čtvrtletní, pololetní nebo roční.

### Výše a placení poplatků
Měsíční výše
- rozhlasového poplatku činí 45 Kč,
- televizního poplatku činí 135 Kč.

Zvlášť a samostatně se platí
- rozhlasový poplatek Českému rozhlasu,
- televizní poplatek České televizi,

a to buď přímo na bankovní účet každého z provozovatelů vysílání ze zákona, nebo prostřednictvím pověřené osoby. V současnosti je pověřenou osobu stanovena smluvním vztahem Česká pošta, která umožňuje placení rozhlasového nebo televizního poplatku službou Sdruženého inkasa plateb obyvatelstva (SIPO).
Splatnost poplatku je nejpozději do patnáctého dne každého kalendářního
- měsíce – při měsíční četnosti plateb,
- čtvrtletí (tj. do 15. ledna, 15. dubna, 15. července a 15. října) – při čtvrtletní četnosti plateb,
- pololetí (tj. do 15. ledna a 15. července) – při	pololetní četnosti plateb,
- roku (tj. do 15. ledna) – při roční četnosti plateb.[29]

První poplatek (od přihlášení) je splatný do patnáctého dne následujícího měsíce po měsíci, v němž se osoba stala poplatníkem. Služba SIPO České pošty i přesto dovoluje platit rozhlasový nebo televizní poplatek pouze v měsíční periodicitě a umožňuje zaplacení obou poplatků až do posledního dne měsíce, pro který byl vystaven doklad SIPO.

### Osvobození
Zákonem určené osoby jsou osvobozeny od placení rozhlasového nebo televizního poplatku:
- zastupitelské úřady České republiky v zahraničí a osoby, které požívají výsad a imunit podle mezinárodních smluv, jimiž je Česká republika vázána,
- provozovatelé vysílání ze zákona,
- Rada pro rozhlasové a televizní vysílání,
- držitelé licence opravňující k rozhlasovému nebo televiznímu vysílání,
- školy zapsané ve školském rejstříku.[38]

Fyzické osoby mohou být osvobozeny od placení rozhlasového nebo televizního poplatku
- ze zdravotních důvodů,
  - jde-li o osoby s úplnou nebo praktickou slepotou obou očí a osoby s oboustrannou úplnou nebo praktickou hluchotou, pokud jsou osaměle žijící; osvobozeny jsou tyto osoby rovněž v případě, kdy žijí společně v jedné domácnosti,
- nebo ze sociálních důvodů,
  - jde-li o jednotlivce, jehož čistý příjem za uplynulé kalendářní čtvrtletí je nižší než 2,15násobek životního minima,
  - žije-li v téže domácnosti s dalšími osobami a součet jejího čistého příjmu a čistých příjmů těchto osob za uplynulé kalendářní čtvrtletí je nižší než 2,15násobek životního minima osob žijících v této domácnosti,
- osvobozeni jsou též cizinci,
  - kterým nebylo na státním území České republiky uděleno povolení k trvalému nebo dlouhodobému pobytu.[38]

### Oznamovací povinnost a akvizice nových poplatníků
Osobám, které začnou vlastnit, držet či již déle než jeden měsíc užívají rozhlasový nebo televizní přijímač, vzniká oznamovací povinnost. Zákon jim ukládá povinnost oznámit provozovateli vysílání ze zákona, že se staly poplatníky, a tedy povinnost přihlásit se k placení rozhlasového nebo televizního poplatku do patnácti dnů ode dne, kdy se staly poplatníky.
Český rozhlas i Česká televize mají možnost zjišťovat údaje o osobách, které nejsou poplatníky rozhlasového nebo televizního poplatku. Využít k tomu mohou data odběratelů elektrické energie, které jim dodavatelé elektrické energie musejí poskytnout. Na základě těchto dat smějí obě instituce písemně vyzvat potenciální poplatníky rozhlasového nebo televizního poplatku, aby buď
- splnili svou oznamovací povinnost a do patnácti dnů od doručení výzvy se přihlásili k placení poplatku[39],
- nebo do třiceti dnů od doručení výzvy oznámili písemným čestným prohlášením, že nesplňuje zákonné podmínky pro placení poplatku[42].

### Přirážky a vymáhání
Poplatníci jsou povinni zaplatit kromě vzniklého dluhu na předepsaných rozhlasových nebo televizních poplatcích také přirážku ve výši
- 5 000 Kč za každý rozhlasový přijímač Českému rozhlasu,
- nebo 10 000 Kč za každý televizní přijímač České televizi,

jestliže
- nesplní oznamovací povinnost ve stanovené lhůtě,
- nebo při plnění oznamovací povinnosti
  - nepravdivě uvedou nižší počet rozhlasových nebo televizních přijímačů
  - nebo neoznámí zvýšení jejich počtu,
  - nebo nepravdivě uvedou nižší počet provozoven,
- nebo uvedením nepravdivých údajů
  - dosáhnou neoprávněného osvobození od povinnosti platit rozhlasový nebo televizní poplatek,
- nebo dosáhnou neoprávněného odhlášení z evidence poplatníků.[43]

Pokud poplatník
- nesplní oznamovací povinnost při zániku osvobození od placení rozhlasového nebo televizního poplatku,

- nebo přestal být poplatníkem, ale neodhlásil se z evidence poplatníků,
- nebo nesplní oznamovací povinnost, že začal žít ve společné domácnosti s osobou, která již rozhlasový nebo televizní poplatek platí,

do patnácti dnů ode dne, kdy daná skutečnost nastala, a zároveň přestal poplatek platit (dluží) je povinen zaplatit přirážku ve výši 1 000 Kč za každý rozhlasový nebo televizní přijímač, z něhož je povinen platit rozhlasový nebo televizní poplatek.
Vymáhání neuhrazených předpisů poplatků a přirážek rozhlasových nebo televizních poplatků postupuje pořadem práva. Český rozhlas a Česká televize si jej řídí samostatně. Na pohledávky lze u soudu uplatnit námitku promlčení v obecné promlčecí lhůtě tří let, případně ve lhůtě deseti let, pokud dlužník uznal svůj dluh.

### Nejasnosti v zákonné úpravě

#### Pojem domácnost
Část zákona vymezující poplatníka rozhlasového nebo televizního poplatku, která se vztahuje k fyzickým osobám, uvádí pojem domácnost, avšak blíže jej nespecifikuje. Pojmem samotným se zabýval i Nejvyšší soud (rozsudek 26 Cdo 3382/2017), přesněji pojmem rodinná domácnost, který vyložil jako „společenství tvořené manžely, případně dalšími osobami trvale spolu žijícími ve společném obydlí (obydlí manželů) a společně hospodařícími“.
Definici společně hospodařící domácnosti přináší zákon č. 586/1992 Sb., o daních z příjmů, která zní: „společně hospodařící domácností se pro účely daní z příjmů rozumí společenství fyzických osob, které spolu trvale žijí a společně uhrazují náklady na své potřeby“. Podle výkladu k občanskému zákoníku (zákon č. 40/1964 Sb., občanský zákoník) platnému do 31. prosince 2013 se domácností rozumělo „trvalé spolužití fyzických osob, které společně hradí náklady na své potřeby. Spolužití je trvalé, jestliže objektivně zjistitelné okolnosti svědčí o úmyslu osob založit a vést takové spolužití, nikoliv pouze na přechodnou dobu“.
Zřejmě nejsou vyloženy ani situace, kdy existuje ve spolužití fyzických osob, resp. spolubydlení více osob
- v nájemním bytě při studiu,
- v pokoji ubytovacího, účelového zařízení (vysokoškolské koleje, středoškolského internátu),
- v pokoji ubytovny (příp. hostelu),

kde jsou splněny podmínky vlastnictví, držení nebo déle než jednoměsíčního užívání přijímače. Není vylíčena ani trvalost soužití těchto osob.

#### Věk poplatníka (fyzické osoby)
Část zákona vymezující poplatníka rozhlasového nebo televizního poplatku, která se vztahuje k fyzickým osobám, neuvádí nejnižší věkovou hranici, od které je možno považovat fyzickou osobu způsobilou býti poplatníkem.
Podle zákona č. 89/2012 Sb., občanský zákoník, platí vyvratitelná právní domněnka, že „každá svéprávná osoba má rozum průměrného člověka i schopnost užívat jej s běžnou péčí a opatrností a že to každý od ní může v právním styku důvodně očekávat“. Zletilost pak činí člověka plně svéprávným, k čemuž dochází „dovršením osmnáctého roku věku“.
Není zřejmé, zda se domácnost tvořenou fyzickými osobami ve věku od patnácti do osmnácti let bude pohlížet v mezích tohoto zákona jako na domácnost.

#### Vztah pronajímatele a nájemce
Není vyloučeno, že pronajímatel s nájemcem (dvě fyzické osoby) mohou tvořit společnou domácnost. Pokud tomu tak není, tvoří každý svou vlastní domácnost, a tudíž rozhlasový nebo televizní poplatek platí každá jedna fyzická osoba z obou domácností nezávisle na sobě. Zákon nedovoluje platit rozhlasový nebo televizní poplatek pronajímatelem (jakožto poplatníkem) za nájemce, ledaže by měl s provozovatelem vysílání uzavřenou smlouvu, že tak činit smí.
Není však zcela zřejmé, kdo platí rozhlasový nebo televizní poplatek za situace, kdy je byt pronajímatele opatřen přijímačem, který pronajímatel vlastní, a zároveň jej déle než jeden měsíc užívá nájemce. Stejně tak v situaci, kdy jeden podnikatelský subjekt pronajímá provozovnu jinému podnikatelskému subjektu a zároveň se v provozovně nacházejí přijímače ve vlastnictví pronajímatele (v majetku osoby).
Totéž v případě, kdy podnikatelský subjekt jakožto vlastník dopravních prostředků tyto pronajímá jinému subjektu k užívání (vlastník vs. provozovatel).

#### Prokazování příjmů pro osvobození
Zákon ukládá poplatníkovi povinnost na výzvu provozovatele vysílání ze zákona „písemně doložit kopií rozhodnutí nebo oznámení úřadu státní sociální podpory“ výši svých příjmů v případě, že usiluje o osvobození. Není však specifikováno, který úřad má takové potvrzení vydat, a to i pro situaci, kdy se poplatník snaží doložit příjmy ve výši 0 Kč. Není zjevné, zda doložením příjmů ve výši 0 Kč pozbývá institut osvobození pro poplatníka smyslu.

#### Pobyt osob mimo Českou republiku
V části zákona, kde je specifikována (společná) domácnost a fyzická osoba jakožto poplatník, není podchycena situace, kdy se poplatník zdržuje dlouhodobě mimo území České republiky. Předpoklad je takový, že poplatník v České republice tvořil domácnost a poplatky platil či platí (vlastní přijímač), dosud zde vlastní nemovitosti, je občanem České republiky, má zde hlášen trvalý pobyt, přesto se na území České republiky nezdržuje a dlouhodobě tvoří (společnou) domácnost v zahraničí. Není zřetelné, zda je i nadále považován za poplatníka – nadto, pokud v zahraničí poplatky srovnatelného typu platí.

## Novelizace z roku 2025
Ministr kultury Martin Baxa (ODS), spolu se zástupci koalice Markem Bendou (ODS), Šimonem Hellerem (KDU-ČSL), Janem Jakobem (TOP09), Janem Lacinou (STAN) a Jakubem Michálkem (Piráti), představil na tiskové konferenci 5. září 2023 takzvanou velkou mediální novelu, v rámci které se rozhlasový poplatek od 1. května 2025 o 10 Kč na celkových 55 Kč a televizní poplatek o 15 Kč na celkových 150 Kč měsíčně.

### Připomínky
Návrh novely zákona kritizovala a ve svém prohlášení jako celek odmítla Asociace provozovatelů soukromého vysílání. Opoziční hnutí ANO a SPD se 12. července 2024 v Poslanecké sněmovně Parlamentu České republiky pokusila prosadit zamítnutí novely, avšak neúspěšně.

### Legislativní proces
Novela zákona o rozhlasových a televizních poplatcích byla schválena Poslaneckou sněmovnou a Senátem a stvrzena podpisem prezidenta Petra Pavla.

### Nejasná a sporná ustanovení
Plné znění sněmovního tisku 738 s vyznačením změn uvádí kompletní podobu mediální novely; úprava zákona o rozhlasových a televizních poplatcích je načrtnuta na stranách 32–41.

#### Předmět poplatků
Návrh zákona v § 2 odst. 1 a 2 uvádí, že se poplatky platí ze zařízení technicky způsobilého k individuálně volitelné reprodukci rozhlasového nebo televizního vysílání, „bez ohledu na způsob příjmu“. Dále v § 2 odst. 4 písm. d) je psáno, že „televizní přijímače, které jsou užívány výlučně ve výrobních procesech a výhradně pro účely zobrazování informací souvisejících s těmito procesy“ rozhlasovému nebo televiznímu poplatku nepodléhají. Přesnější definice, jakých přijímačů se text týká a k jakému účelu, však schází.
Definice poplatníka v § 3 zůstává nezměněna. I nadále není přesně určena věková hranice (zletilost) ani státní příslušnost fyzické osoby, která je považována za poplatníka. Naproti tomu byl zcela vypuštěn odstavec: „Je-li rozhlasový nebo televizní přijímač příslušenstvím dopravního prostředku, poplatníkem je provozovatel dopravního prostředku.“

#### Základ a výše poplatků pro fyzické osoby a podnikatelské subjekty
Základ poplatků v § 5 ponechává pojem společná domácnost v odst. 2 dosud bez bližší specifikace. 
V § 6 odst. 1 je stanovena měsíční výše rozhlasového poplatku na 55 Kč a televizního poplatku na 150 Kč. Podnikatelským subjektům (právnickým osobám a fyzickým osobám podnikajícím) je předepsána výše rozhlasového nebo televizního poplatku dle počtu zaměstnanců v následujících pásmech:
| Počet zaměstnanců v pracovním poměru | Násobek výše rozhlasového poplatku a televizního poplatku | Výše rozhlasového poplatku | Výše televizního poplatku |
| ------------------------------------ | --------------------------------------------------------- | -------------------------- | ------------------------- |
| < 25                                 | —                                                         | 0 Kč                       | 0 Kč                      |
| 25–49                                | pětinásobek                                               | 275 Kč                     | 750 Kč                    |
| 50–99                                | desetinásobek                                             | 550 Kč                     | 1 500 Kč                  |
| 100–199                              | dvacetinásobek                                            | 1 100 Kč                   | 3 000 Kč                  |
| 200–249                              | třicetinásobek                                            | 1 650 Kč                   | 4 500 Kč                  |
| 250–499                              | sedmdesátinásobek                                         | 3 850 Kč                   | 10 500 Kč                 |
| > 500                                | stonásobek                                                | 5 500 Kč                   | 15 000 Kč                 |

Rozložení základu poplatku do pásem dle počtu zaměstnanců nepřímo vyčleňuje z placení rozhlasových a televizních poplatků fyzické osoby podnikající (OSVČ), které ve většině případů nezaměstnávají větší množství zaměstnanců. Stejně tak není explicitně uvedeno, v jakém typu pracovního poměru a velikosti úvazku vůči osobě poplatníka musejí zaměstnanci figurovat, aby byli započteni do příslušného pásma.

#### Valorizační mechanismus podle inflace
V paragrafu, v odst. 2, je řečeno: „Měsíční výše rozhlasového poplatku a televizního poplatku se zvýší o 6 % vždy k 1. červenci kalendářního roku následujícího po kalendářním roce, v němž součet inflace za předcházející roky od posledního zvýšení rozhlasového poplatku a televizního poplatku překročí 6 %. Výše rozhlasového poplatku a televizního poplatku se zaokrouhluje na celé koruny směrem nahoru.“ Zvyšování poplatků je navázáno na procento inflace, odstavec ale neuvádí, dle které autority a podle kterého indexu se tato hodnota bude počítat. stejně tak zde není zmíněna hypotetická možnost deflace a možného snížení poplatku.

#### Placení poplatků a přirážka k poplatkům
Placení poplatků upravené v § 7 přináší změnu v odst. 5, kde se klade povinnost na podnikatelské subjekty při změně počtu zaměstnanců zaplatit poplatky v původní výši za měsíc, v němž byly změny provedeny. Odstavec nijak nekomentuje způsob oznámení změny, jakož ani možnost získání a ověření této informace provozovatelem vysílání ze zákona.
Stejný nedostatek panuje v § 8 odst. 3 písm. b), c), d) a odst. 4. Zásadně se pak tato vágnost může projevit ve vymahatelnosti § 9, který řeší přirážku k poplatkům, a sice v odst. 1 písm. b), kde stojí: „při plnění oznamovací povinnosti podle § 8 odst. 3 nepravdivě uvedl nižší počet zaměstnanců nebo dopravních prostředků podle § 5 odst. 6“. Zcela zde chybí uvedení způsobu, jakým provozovatel vysílání ze zákona ověří pravdivost informací o počtu zaměstnanců a od jaké autority s jakou platností taková data získá.

#### Ustanovení přechodná a závěrečná
Ustanovení § 12 nijak nemyslí na situaci přechodu z jednoho typu předepisování a účtování poplatků na typ nový. V návrhu není upraven způsob, jakým se u podnikatelských subjektů plynule přejde z placení za počet rozhlasových nebo televizních přijímačů na placení dle počtu zaměstnanců včetně vymáhání pohledávek během dobíhání platnosti původního a vstoupení v platnost nového zákona. Chybí taktéž úprava evidenčního stavu poplatníků, kteří se nedostanou do nejnižšího pásma počtu zaměstnanců, ale dosud jsou poplatníky za počet rozhlasových přijímačů.

## Podíl rozhlasových a televizních poplatků na financování médií veřejné služby
Výnosy Českého rozhlasu z rozhlasových poplatků se pohybují přibližně kolem 95 % veškerých výnosů.
Výnosy České televize z televizních poplatků se pohybují přibližně kolem 94 % veškerých výnosů.